# Mueang Trang
Mueang Trang (em tailandês: อำเภอเมืองตรัง) é um distrito da província de Trang, no sul da Tailândia. É um dos 10 distritos que compõem a província. Sua população, de acordo com dados de 2012, era de 153 721 habitantes, e sua área territorial é de 533 km².